# Micryletta
Micryletta é um gênero de anfíbios da família Microhylidae, cujas espécies podem ser encontradas na Ásia.

## Espécies
As seguintes espécies são reconhecidas:
- Micryletta aishani Das, Garg, Hamidy, Smith, and Biju, 2019
- Micryletta erythropoda (Tarkhnishvili, 1994)
- Micryletta inornata (Boulenger, 1890)
- Micryletta nigromaculata Poyarkov, Nguyen, Duong, Gorin and Yang, 2018
- Micryletta steinegeri (Boulenger, 1909)